# Tina Bursill
Tina Bursill (ur. 1951 w Sydney) – australijska aktorka.

## Wybrana filmografia
- 1979-1981: Skyways
- 1986-1991: Latający doktorzy (Flying Doctors)
- 1988: Zatoka serc (Home and Away)
- 1998: Never Tell Me Never
- 2001: Saturn's Return
- 2002-2003: MDA
- 2002: Na ratunek (Heroes’ Mountain the Thredbo Story)
- 2002-2003: White Collar Blue
- 2003: BlackJack
- 2003: Klinika pod kangurem (Out There)
- 2004: Small Claims
- 2005: Dziedzic Maski (Son of the Mask)